# War of the Monsters
War of the Monsters là game đối kháng 3D dành cho PlayStation 2 do hãng Incognito Entertainment phát triển và Sony Computer Entertainment phát hành. Trò chơi được phát hành vào ngày 14 tháng 1 năm 2003 ở Bắc Mỹ và ngày 17 tháng 4 năm 2003 ở châu Âu. Sau đó nó được phát hành tại Nhật Bản vào ngày 25 tháng 3 năm 2004. Game lấy bối cảnh sau hậu quả của một cuộc xâm lược Trái Đất của người ngoài hành tinh, để lại nguồn nhiên liệu nguy hiểm đã sinh ra những con quái vật khổng lồ chiến đấu với nhau trong môi trường thành phố. Trò chơi này bày tỏ lòng tôn kính Kaiju và những bộ phim khoa học viễn tưởng thập niên 1950.

## Lối chơi

Quái vật chiến đấu trong khung cảnh đường phố.

Trong War of the Monsters, người chơi vào vai những con quái vật to lớn trong môi trường thành phố. Game thuộc thể loại đối kháng nhưng hoạt động khác với các trận đấu một chọi một theo kiểu truyền thống. Thay vào đó, khung cảnh chiến đấu có thể bao gồm tối đa 4 người chơi đối kháng cùng chiều màn hình. Góc quay camera đặt ở góc nhìn thứ ba, cho phép người chơi chỉ tập trung vào nhân vật của mình.
Mỗi quái vật có hai thanh trạng thái trong từng trận đấu, máu và sức bền. Giống như công thức game đối kháng tiêu chuẩn, mỗi khi một con quái vật chịu đòn, cột máu của chúng liền giảm xuống cho đến khi hoàn toàn cạn kiệt, khiến người chơi thất bại. Sức bền xác định lượng năng lượng mà một con quái vật có thể tung chiêu thức. Thanh năng lượng giảm xuống nếu một con quái vật ôm một địch thủ khác hoặc tung chiêu đánh tầm xa. Nếu thanh này đầy, quái vật có thể sử dụng tuyệt chiêu, nếu mà thanh này hết sạch, chúng tạm thời không thể sử dụng các đòn tấn công cơ bản (tuy vẫn có thể quăng đối phương và tấn công bằng các món đồ, giúp nạp thêm năng lượng và làm đầy cột nhanh hơn).
Cũng không giống như hầu hết các tựa game đối kháng, người chơi được phép đi lang thang tự do trong khu vực thành phố, cho phép leo nhảy từ các tòa nhà và vách đá. Quái vật có thể sử dụng môi trường để gây sát thương cho kẻ thù bằng cách chế tạo vũ khí qua nhiều vật thể khác nhau trong thành phố, như xe cộ và đống đổ nát làm đồ phóng, dầm thép và cột đá làm gậy và ăng-ten radio làm thành ngọn giáo để đâm kẻ khác, khiến chúng choáng váng tạm thời. Ngoài ra còn có một số lựa chọn môi trường, có thể làm tăng sức khỏe hoặc sức chịu đựng, xuất hiện như quả cầu màu xanh lá cây hoặc màu xanh và dấu hiệu phóng xạ nổi. Người chơi có thể phá hủy các loại công trình nếu một con quái vật tấn công trực tiếp hoặc bị ném vào đó. Ở một số thành phố, các tòa nhà cao hơn rất dễ bị lật đổ qua một bên làm đè bẹp những con quái vật khác, giết chết chúng ngay lập tức. Trong phần chơi Phiêu lưu, cùng với một loạt các cuộc đọ sức tay đôi với những con quái vật khác, các trận đánh trùm cũng có mặt trong đây. Chúng lớn hơn nhiều so với những quái vật thông thường điều khiển được và muốn đánh bại được chúng thì cần đưa ra các chiến lược nhất định. "Tokens" cũng có thể kiếm được thông qua chế độ Phiêu lưu, có thể được sử dụng tại cửa hàng "Unlocks" để mở khóa nhiều thành phố, quái vật và giao diện quái vật. Và người chơi cũng có thể mở khóa các minigame như né tránh bóng hoặc phá hủy thành phố.
Tùy chọn chơi nhiều người cho phép hai người chơi thông qua biện pháp chia đôi màn hình, có thể thiết lập hợp nhất thành một màn hình khi cả hai người chơi đủ gần để vừa với cùng một màn hình.

## Cốt truyện

Mỗi màn choi đều có áp phích phim hư cấu bao gồm các quái vật trong game.

Cốt truyện lấy bối cảnh vào những năm 1950 kể về một hạm đội đĩa bay ngoài hành tinh xâm chiếm Trái Đất, gây tổn thất lớn cho nhân loại. Các nhà khoa học của các quốc gia trên thế giới tìm cách tạo ra hàng loạt vũ khí bí mật, khi được kích hoạt, sẽ tạo ra sóng xung kích lỏng lẻo làm chập mạch đĩa bay và khiến chúng nổ tung. Thật không may, mỗi chiếc đĩa bay hoạt động được là nhờ có loại chất lỏng phóng xạ màu xanh lá cây, đã bị rò rỉ từ con tàu công bị phá hủy khi chúng rơi xuống đất. Vì vậy mà loại nhiên liệu này làm lây nhiễm sinh vật, con người và robot, tạo ra một cuộc chiến ác liệt giữa những con quái vật khổng lồ. Người chơi vào vai một trong những con quái vật và chống trả phần còn lại trong các thành phố hư cấu trên toàn cầu và những UFO còn lại.
Phần chơi chính của game bắt đầu ở Midtown Park với một khỉ đột khổng lồ gọi là Congar nhiều lần chống trả lực lượng quân đội nhưng bị đánh bại bởi con quái vật chính.Tại Gambler's Gulch, con quái vật chính cũng đánh bại quái thú bò sát Togera. Sau thất bại của Togera, một người máy quân sự gọi là Robo-47 và quân đội xuất hiện và tấn công con quái vật chính nhưng cũng bị đánh bại. Tại căn cứ quân sự ở Rosedale Canyon, quái vật chính đang phải đối mặt với bầy kiến khổng lồ bị nhiễm xạ giant ants và một robot khổng lồ, Goliath Prime. Prime và bầy kiến đều bị đánh bại. Qua Metro City, quân đội quyết định thử nghiệm loại vũ khí mới của họ, Mecha-Congar, trên con bọ ngựa khổng lồ Preytor lúc đó đang tấn công thành phố này. Trước khi chúng có thể tham chiến thì bổng dưng quái vật chính xuất hiện và tiêu diệt cả hai. Con quái vật chính sau đó đi đến Century Airfield và đánh bại hai con rồng Raptros.
Sau đó, tại nhà máy điện Atomic Island, quái vật chính đánh bại một đám Kineticlops, những con quái vật điện còn sống, nhờ sự cố rò rỉ hạt nhân. Trong đống đổ nát hoang tàn đấy, quái vật chính phải đánh nhau với một chủng loài thực vật lớn có ba đầu tên là Vegon. Hai Robo-47 đang ngăn chặn UFO tấn công thị trấn tuyệt đẹp Baytown rồi cố giết quái vật chính. Cả hai đều bị đẩy lùi và nếm mùi thất bại. Tại hòn đảo Club Caldera thuộc Thái Bình Dương, hai con quái vật đá Magmo và Agamo đánh lẫn nhau với quái vật chính bị kẹt ở giữa. Cả hai đều phải chịu thua.
Sau khi đánh bại hai con robot Ultra V tại "Tsunopolis", quái vật chính bị một UFO bắt cóc mang trở về tàu mẹ. Ngay tại đây quái vật chính phải chống lại ba con quái thú Zorgulon trước khi bị bắt cóc một lần nữa khi tàu mẹ nổ tung, khiến UFO rơi xuống thành phố Capitol ở Bắc Mỹ. Ở đó, thủ lĩnh người ngoài hành tinh Cerebulon đang tấn công một cỗ máy chiến đấu ba chân nhiều tầng. Sau khi đánh bại được Cerebulon rồi, kẻ thắng cuộc là con quái vật chính chứng kiến phần cuối của Cerebulon, một loại côn trùng nhút nhát nhỏ như sinh vật bỏ chạy. Một đoạn phim ngắn chiếu cảnh tượng nói về nguồn gốc của quái vật tùy thuộc vào lựa chọn của người chơi. Ngoại lệ duy nhất là rồng Raptros và sinh vật ngoài hành tinh Zorgulon có kết thúc riêng của chúng với tiếng gầm gừ trong chiến thắng.

## Đón nhận
War of the Monsters nhận được "những đánh giá chung thuận lợi" dựa theo trang web tổng hợp kết quả đánh giá Metacritic. Tại Nhật Bản, Famitsu cho điểm số là ba bảy và một sáu cho tổng số 27/40.
Hầu hết các nhà phê bình ca ngợi phong cách của trò chơi và danh sách quái vật, là một sự kính trọng các bộ phim quái vật cổ điển. IGN nói rằng "game lấy nguồn cảm hứng từ những bộ phim như The Beast From 20,000 Fathoms, King Kong và Godzilla, các nhân vật ngay lập tức được truyền cảm hứng từ Ray Harryhausen vĩ đại", tiếp tục nói "cứ mỗi 10 con quái thú khổng lồ trong game thật vui khi chơi thứ chúng ra làm sao" trong khi GameSpot nói "một bài thuyết trình khéo léo mang đến cho game phong cách của một bộ phim điện ảnh mới hay phim truyền hình kiểu cũ, và nó thực sự hoạt động tốt nhằm làm nổi bật chủ đề retro và nhân vật của trò chơi."
GameSpy có ấn tượng không kém, chú ý đến những cảnh quan bị phá hủy, nói rằng "WotM nắm bắt được niềm vui hủy diệt nhiều hơn bất kỳ game nào mà tôi từng chơi. Bạn có nghĩ rằng việc quật ngã các tòa nhà thật thú vị trong Rampage? Đó là mười... không, tốt hơn gấp mười hai lần trong WotM". Thế nhưng Game Informer phàn nàn về các khía cạnh nhất định của lối chơi, rằng "các cuộc tấn công không thể bỏ qua chỉ là hết sức bất công" và "góc quay camera lười biếng tạo ra nhiều điểm mù trong suốt trận chiến". Game Revolution lưu ý các vấn đề AI, rằng "những con quái vật thường biểu lộ một cảm giác mạnh mẽ về tự sinh tồn", mà chúng gọi là "hành vi vô hiệu hóa tột cùng".